# Ltech
Ltech A/S er en dansk installationsvirksomhed med hovedkvarter i Ballerup og tre afdelinger i Danmark. Deres kompetencer er inden for elinstallation, bygningsautomation, entreprise og sikring. 
I 2024 havde Ltech 180 ansatte. Virksomheden blev etableret i 2002 af Henrik Holmgren Henriette Dannisøe.